# George S. Brown

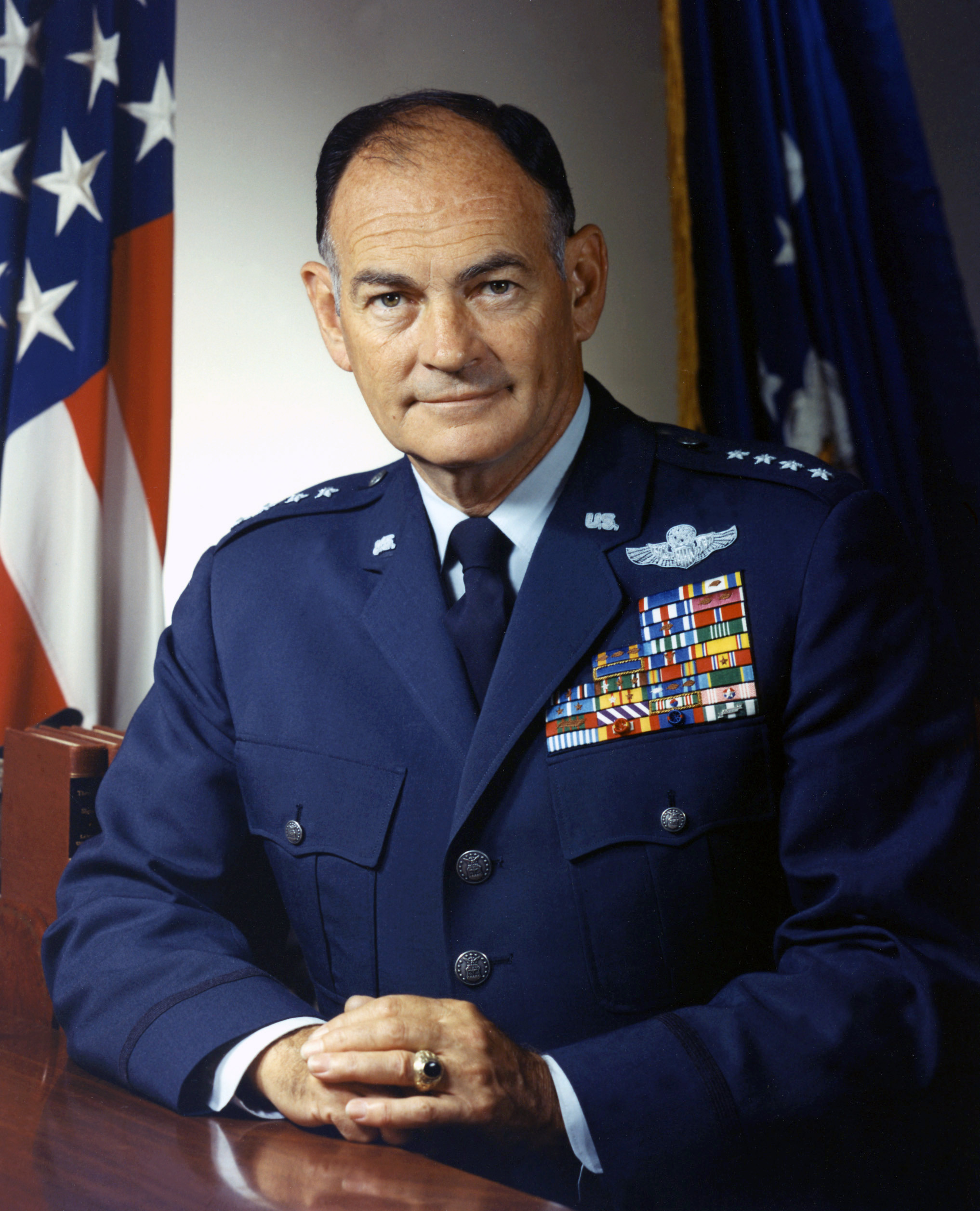
General George S. Brown

George Scratchley Brown (* 17. August 1918 in Montclair, New Jersey; † 5. Dezember 1978 in Washington, D.C.) war ein US-amerikanischer General der US Air Force und sowohl Chief of Staff of the Air Force als auch Vorsitzender der Joint Chiefs of Staff. 

## Biografie
Nach dem Schulbesuch studierte er zunächst an der University of Missouri. Anschließend trat er in die US Army Air Forces ein und war 1941 Absolvent der US Military Academy in West Point.
Im Laufe seiner militärischen Laufbahn wurde er als General 1970 Kommandeur des Air Force Systems Command im Verteidigungsministerium der Vereinigten Staaten. Nach dreijähriger Tätigkeit wurde er am 1. August 1973 Generalstabschef der Luftwaffe (Chief of Staff of the Air Force).
Elf Monate später erfolgte schließlich am 2. Juli 1974 seine Ernennung zum Vorsitzenden der Vereinigten Stabschefs (Joint Chiefs of Staff). Diese Funktion hatte er bis zu seinem Eintritt in den Ruhestand am 20. Juni 1978 inne.
Nach seinem Tod durch Prostatakrebs wenige Monate nach seiner Pensionierung wurde er auf dem Nationalfriedhof Arlington beigesetzt.

## Auszeichnungen

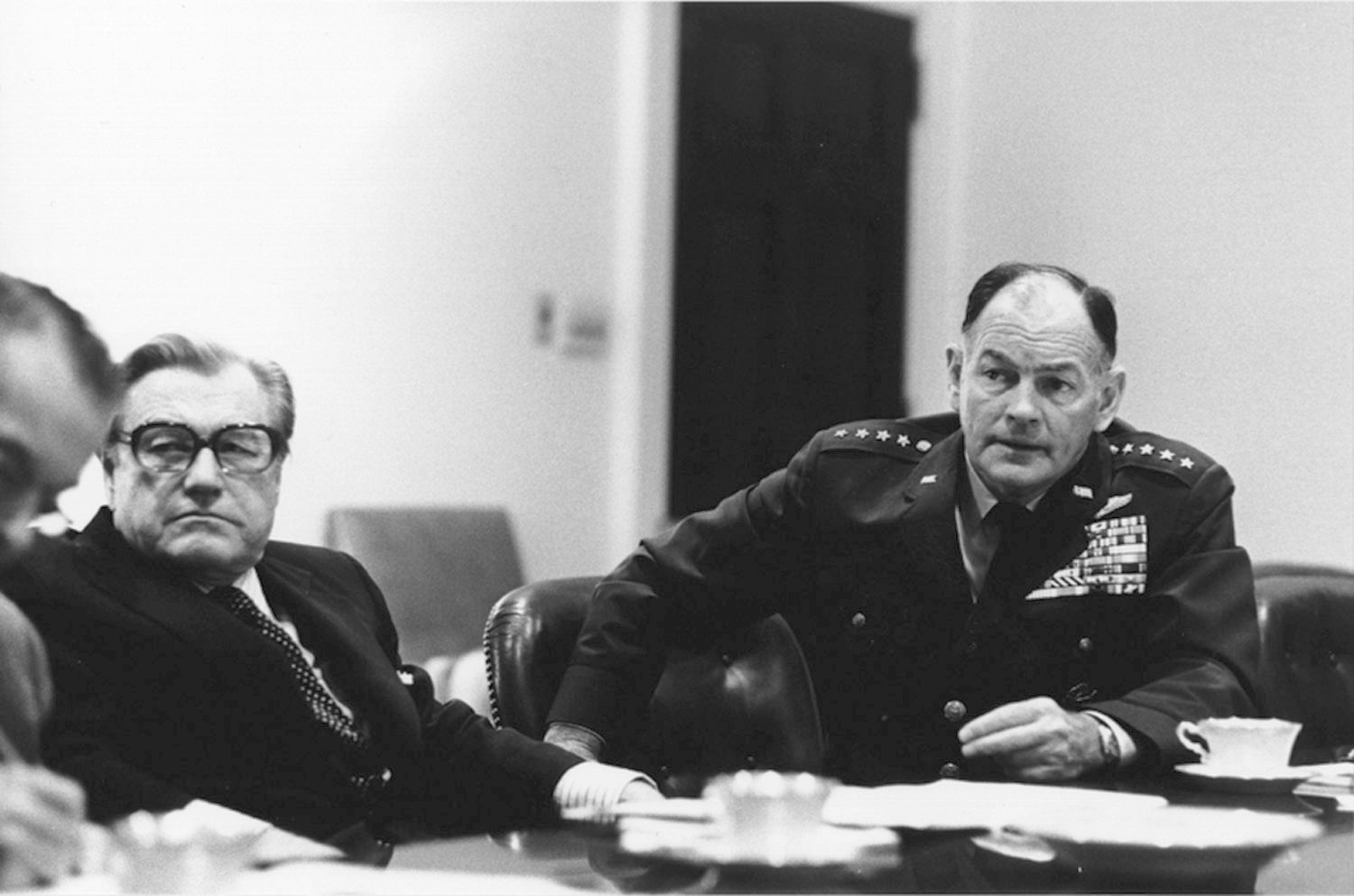
US-Vizepräsident Nelson A. Rockefeller mit General George S. Brown bei der Besprechung der Evakuierung von Saigon am 28. April 1975 im Nationalen Sicherheitsrat der USA

Auswahl der Dekorationen, sortiert in Anlehnung der Order of Precedence of the Military Awards:
- Distinguished Service Cross
- Air Force Distinguished Service Medal (4 ×)
- Silver Star
- Legion of Merit (3 ×)
- Distinguished Flying Cross (2 ×)
- Bronze Star
- Air Medal
- Joint Service Commendation Medal
- Army Commendation Medal
- Vietnam Service Medal (7 ×)
- Distinguished Flying Cross (Vereinigtes Königreich)